# Florence De Cock
Florence De Cock (4 mei 1992) is een Belgische atlete, die gespecialiseerd is in de lange afstand. Ze werd tot op heden eenmaal Belgisch kampioene.

## Loopbaan
De Cock werd in  2021 voor het eerst Belgisch kampioene op de 10.000 m.
De Cock is aangesloten bij Waremme Athletic Club Oreye.

## Belgische kampioenschappen
| Onderdeel | Jaar |
| --------- | ---- |
| 10.000 m  | 2021 |

## Persoonlijke records
| Onderdeel | Prestatie | Datum        | Plaats     |
| --------- | --------- | ------------ | ---------- |
| 5000 m    | 16.36,59  | 27 juni 2021 | Brussel    |
| 10.000 m  | 34.26,65  | 12 juni 2021 | Gentbrugge |

## Palmares

### 5000 m
- 2021:  BK AC – 16.36,59

### 10.000 m
- 2020:  BK AC te Eigenbrakel – 34.31,56
- 2021:  BK AC te Gentbrugge – 34.26,65